# Skála (Dolnooharská tabule)
Skála (210 m n. m.) je vrch v okrese Litoměřice Ústeckého kraje. Leží asi 1 km jihovýchodně od obce Dolánky nad Ohří na jejím katastrálním území a území obce Doksany.
Těsně u vrcholu je zavlažovací nádrž. Je odtud výhled.

## Geomorfologické zařazení
Geomorfologicky vrch náleží do celku Dolnooharská tabule, podcelku Terezínská kotlina a okrsku Budyňská pahorkatina.
Podle podrobnějšího členění Balatky a Kalvody náleží vrch do okrsku Lovosická kotlina a podokrsku Olešská pahorkatina.